# ルーデン・ホールディングス
ルーデン・ホールディングス株式会社（英: RUDEN HOLDINGS CO.,Ltd.）は東京都渋谷区に本社を置く不動産に関わる事業の持ち株会社。

## 概要
総合不動産として組織運営、有価証券の取得、保有及び売却を行っている。子会社に都内近郊に750棟以上のマンション、ビルの管理をする株式会社ルーデン・ビルマネジメント、新築マンションの室内コーティングの総合施工をする株式会社ルーデン・ライフサービス、物件の売買及び地域開発、不動産コンサルタントをしている株式会社ルーデン・プロパティの主要子会社３つがある。
マンション室内のハウスケアコーティング事業で2005年にNASDAQに上場するが、2018年の不適切な開示行為が原因で上場廃止。その際に、前取締役と前監査役が全員退任し新体制となった。

## 沿革
- 2000年（平成12年）6月29日 - 東京都小平市に株式会社アライヴコミュニティ設立。
- 2003年（平成15年）7月 - 東京都新宿区に本社を移転。
- 2003年（平成15年）9月 - 一級建築士事務所登録。
- 2005年（平成17年）4月 - 大証ヘラクレス市場（旧：ジャスダック）に上場。
- 2007年（平成19年）2月 - 東関東支店の業務を本店営業部に統合。本社を現在地に移転。
- 2008年（平成20年）9月1日 - 現社名に変更。
- 2009年（平成21年）12月 - 不動産事業を連結子会社の株式会社エルトレードに集約。
- 2010年（平成22年）1月 - 新設分割により、新規設立した株式会社ルーデン・ライフサービスにトータルハウスケア事業部門を承継。持株会社体制に移行。
- 2015年（平成27年）7月 - 連結子会社である株式会社ルーデン・ビルマネジメントは、ビル総合管理事業の強化のため、株式会社ツーエムの株式取得。
- 2017年（平成29年）
  - 5月 - 株式会社P2P BANKを子会社化。
  - 7月 - 株式会社エルトレードの株式を譲渡。
  - 9月 - 株式会社R・T・Sリンケージ（後の株式会社ルーデン・プロパティ）を設立。
- 2023年（令和5年）
  - 1月28日 - 東京証券取引所から特設注意市場銘柄の指定を受ける[3]。
  - 2月2日 - 特設注意市場銘柄の指定に伴い東証マザーズ指数から除外。
  - 5月1日 - 資本金を10億円に減資[4]。
  - 10月30日 - 東京証券取引所から、内部管理体制等について改善の見込みがなくなったと当取引所が認める場合に該当するおそれがあると認められるためとして『監理銘柄』（審査中）の指定を受ける[5]。
  - 12月30日 - 内部管理体制が改善される見込みがないとして、東京証券取引所グロース市場上場廃止[1]。
- 2024年（令和6年）
  - 3月31日 - 資本金を1億円に減資。
  - 8月1日 - 子会社の株式会社ルーデン・ビルマネジメントと株式会社ツーエムが経営統合する。
  - 8月20日 - 発行済株式数を249株に株式併合。
  - 10月 - 株式会社P2P BANKの株式を譲渡。

- 2025年（令和7年）
  - 1月20日 - グループの企業ロゴ変更

## 上場廃止に至った経緯
ルーデン・ホールディングスは2022年2月10日に「特別損失（非連結子会社への貸付債権にかかる貸倒引当金繰入額）の計上のお知らせ」を開示した際、2018年12月にルーデンコイン（ビットコイン）の販売により調達したと認識していた1700ビットコインが手元に確認できず、また、ルーデンコインの調達方法は、投資家からの借入（消費貸借）だった可能性があり、且つルーデンコインは、既に投資家へ返却済である可能性があることが判明したため、ルーデン・ホールディングスは2022年5月2日に外部調査委員会を設置した。2022年11月30日に外部調査委員会の調査報告書を受領した他、2023年1月17日に2019年12月期から2021年12月期までの有価証券報告書並びに四半期報告書の訂正を行った。ルーデン・ホールディングスは、実際はルーデンコイン自体を調達した事実がない可能性があり、社内では2018年当時の取締役会長に異を唱えることができない風土が醸成されており、ルーデンコイン事業のブラックボックス化などの経営者による内部統制の無効化が生じたことや、各取締役はルーデンコイン事業に対して無関心であり、外部コンサルタントに事業を任せ、暗号資産の実在性の確認を含めた監査も十分に行われず、明確な根拠なく暗号資産の実在を前提とした不適正な開示を実施したことが明らかになった。さらに外部調査委員会は、当時会長のコンプライアンスの欠如やワンマン経営、持株比率の高い事などが原因であると結論付けた。
東京証券取引所は2023年1月28日、ルーデン・ホールディングスを特設注意市場銘柄に指定した。特設注意市場銘柄の指定に伴い、当時の関わっていた取締役また監査役が全員退任し、監査役設置会社から監査等委員会設置会社に変更した。
2023年3月31日にルーデンホールディングスは新たに第三者委員会を設置した。当時２０１８年の関係資料が少なく、 東京証券取引所が指定した更なる調査を継続するのが困難と判断し、第三者委員会の委員全員が10月30日に辞任したことから、東京証券取引所は同日にルーデン・ホールディングスを「内部管理体制等について改善の見込みがなくなったと当取引所が認める場合」に該当するおそれがあると認められるためとして『監理銘柄』（審査中）に指定した。
ルーデン・ホールディングスは11月1日、第三者委員会が終了しないまま改善計画・状況報告書の公表を行った。東京証券取引所は11月29日、新たな第三者委員会の委員候補者が選定されていない事、十分な改善計画の策定の前提となる更なる事実関係の調査、事実関係に基づく原因分析、当時の取締役・監査役の責任追及、類似事案の件外調査に関する対応方針を明らかにしない事、内部管理体制が改善される見込みがないとして上場廃止の決定を下し、ルーデン・ホールディングスは12月30日に上場廃止となった。

## 連結子会社
- 株式会社ルーデン・ビルマネジメント
- 株式会社ルーデン・ライフサービス
- 株式会社ルーデン・プロパティ